# Берил (ураган)
Ураган «Берил» (англ. Hurricane Beryl) — смертоносный и разрушительный ураган 5-й категории в Атлантике, который обрушился на части Карибского бассейна, полуострова Юкатан и побережья Мексиканского залива США в конце июня и начале июля 2024 года. Это был самый ранний из зарегистрированных ураганов 5-й категории и второй такой шторм в июле, другим был ураган Эмили 2005 года. Берилл также был самым сильным ураганом, образовавшимся в Главном регионе развития Атлантики до июля. Второй названный шторм, первый ураган и первый крупный ураган сезона ураганов в Атлантике 2024 года, Берил побил множество метеорологических рекордов за месяцы июня и июля, в первую очередь за его необычное местоположение, интенсивность и продолжительность.

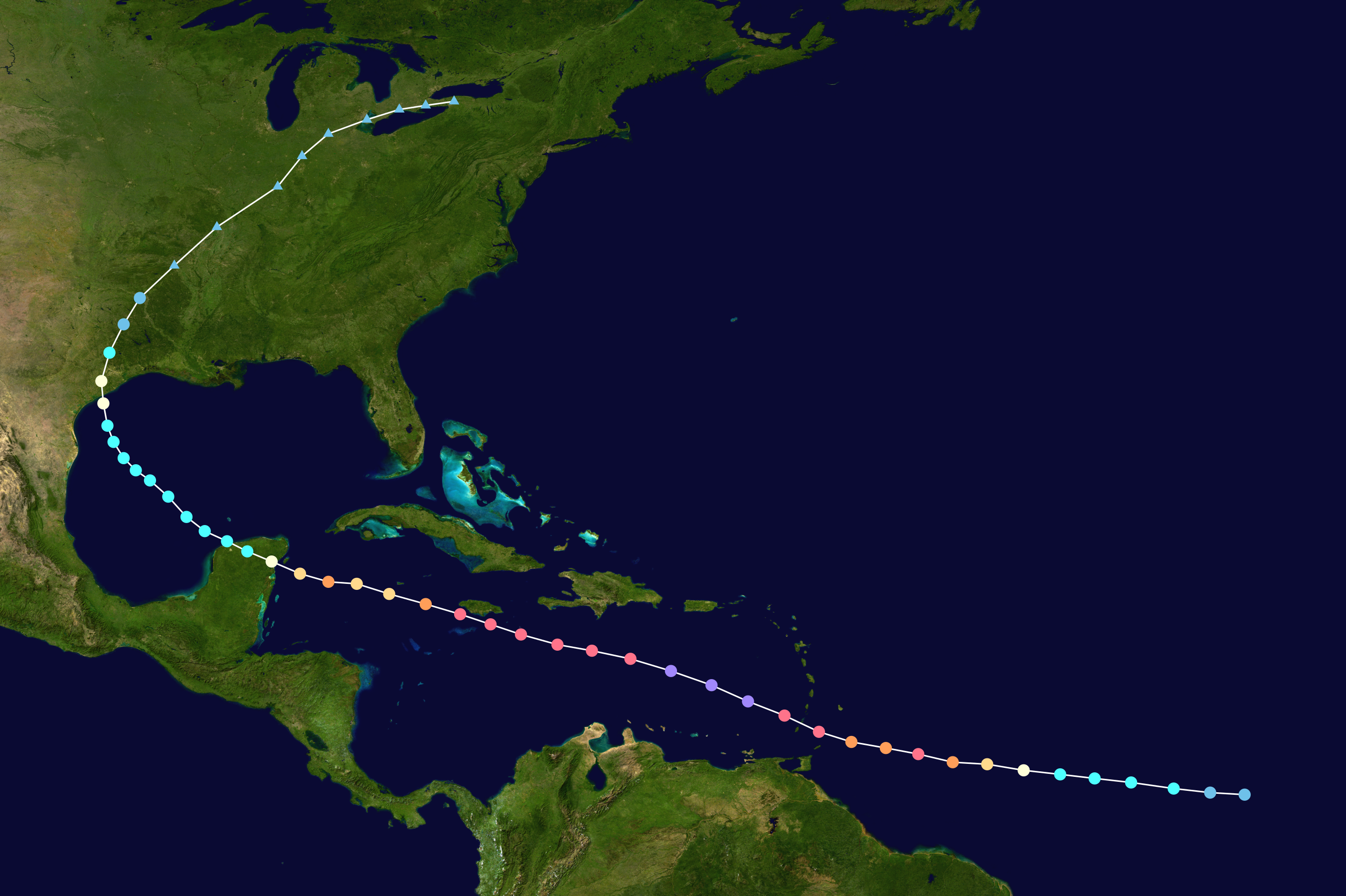
Карта пути и интенсивности Урагана Берил по шкале Саффира — Симпсона

Берил развился из тропической волны, которая покинула побережье Африки 25 июня. После формирования 28 июня в Главном регионе развития, он начал быстро усиливаться по мере продвижения на запад через центральную тропическую Атлантику. 1 июля ураган обрушился на остров Карриаку в Гренаде как ураган высшей 4 категории, вызвав полное опустошение. Ураган еще больше усилился, войдя в Карибское море, достигнув пика как ураган 5 категории рано утром следующего дня с максимальными устойчивыми ветрами 165 миль в час (270 км/ч) и минимальным центральным давлением 934 мбар (27,58 дюймов рт. ст.), прежде чем медленно ослабеть в течение следующих нескольких дней из-за сдвига ветра, когда он прошел к югу от Ямайки, а затем над Каймановыми островами. Он ненадолго снова усилился до урагана 3 категории, прежде чем снова ослабеть, когда он обрушился на Тулум, Кинтана-Роо, как ураган высшей 2 категории 5 июля. После ослабления до тропического шторма над полуостровом Юкатан, система переместилась в Мексиканский залив, где она постепенно реорганизовалась в ураган 1 категории 8 июля, как раз перед тем, как совершить свой последний выход на берег около Матагорды, Техас. Берил медленно ослабевал над сушей, ускоряясь на северо-востоке, в конечном итоге став посттропическим над штатом Арканзас 9 июля и рассеявшись над Онтарио, на следующий день.
Берил нанес катастрофический ущерб северным островам Гренады Карриаку и Малый Мартиник и нескольким южным островам Сент-Винсент и Гренадины, таким как остров Юнион и Кануан. В Венесуэле шесть человек погибли и один человек пропал без вести. Ущерб был также зафиксирован в Юкатане, хотя он в основном ограничивался деревьями, опорами электропередач и крышами, а также некоторым наводнением. В Соединенных Штатах штат Техас произошло сильное наводнение и ущерб от ветра, при этом сообщалось о по меньшей мере 22 погибших в районе Хьюстона. Кроме того, внешние полосы урагана вызвали вспышку торнадо, при этом торнадо были подтверждены в Техасе, Луизиане, Арканзасе, Кентукки , Индиане, Нью-Йорке и Онтарио. По состоянию на 18 июля подтверждено 50 погибших, а предварительные оценки ущерба составляют более 6,2 млрд долларов США.